# Plaesianillus cyclops
Genre
Espèce
Synonymes
- Erigone cyclops Simon, 1882

Plaesianillus cyclops, unique représentant du genre Plaesianillus, est une espèce d'araignées aranéomorphes de la famille des Linyphiidae.

## Distribution
Cette espèce est endémique de France.

## Description
Le mâle holotype mesure 1 mm.

## Systématique et taxinomie
Cette espèce a été décrite sous le protonyme Erigone cyclops par Simon en 1882. Elle est placée dans le genre Tapinocyba par Simon en 1884 puis dans le genre Plaesianillus par Simon en 1926.
Ce genre a été décrit par Simon en 1926 dans les Argiopidae.

## Publications originales
- Simon, 1882 : « Description d'espèces nouvelles du genre Erigone. » Bulletin de la Société Zoologique de France, vol. 6, p. 233-257 (texte intégral).
- Simon, 1926 : Les arachnides de France. Synopsis générale et catalogue des espèces françaises de l'ordre des Araneae; 2e partie. Paris, vol. 6, p. 309-532.